# Ithone neopallida
Ithone neopallida is een insect uit de familie van de Ithonidae, die tot de orde netvleugeligen (Neuroptera) behoort. 
Ithone neopallida is voor het eerst wetenschappelijk beschreven door Riek in 1974.